# Intensity fading MALDI-TOF mass spectrometry
El mètode Intensity fading MALDI-TOF mass spectrometry (IF MALDI-TOF MS o IF MALDI MS, entès en català com a Disminució de la intensitat per espectrometria de masses MALDI-TOF) és un sistema d'aproximació experimental d'interactòmica per a trobar interaccions no covalents en una dissolució entre proteïnes o complexos proteïcs, que com el seu nom indica, es basa en les funcionalitats del sistema d'espectrometria de masses per ionització làser, el MALDI-TOF.
Inicialment descrit i publicat el 1999, posteriorment l'enfocament va ser qualificat falsament com a nou sota el terme reducció d'intensitat per a altres aplicacions.

## Funcionament i detecció del complex

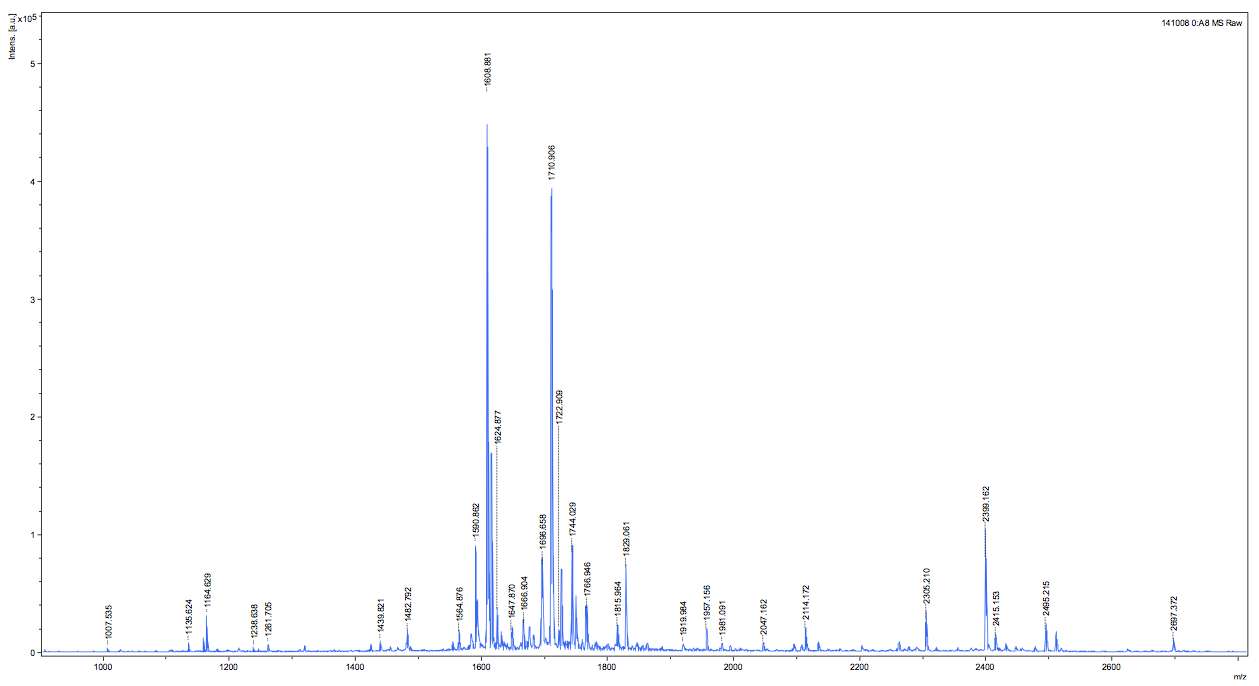
L'anàlisi de la disminució dels pics d'un espectre de MALDI-TOF com el d'aquesta imatge és el que proporciona les bases de l'IF MALDI-TOF MS.

La finalitat de l'IF MALDI-TOF MS és la detecció d'interaccions biomoleculars en mescles complexes emprant una quantitat mínima de mostra —requisit essencial de la investigació en l'àmbit de la biologia molecular i biologia cel·lular. Un dels seus grans avantatges és que permet la visualització d'una gran varietat de proteïnes fins i tot si la mostra en què es troben està bruta o sense purificar.
Aquesta metodologia es basa en l'ús de les intensitats de ions que proporciona un espectre de MALDI per a detectar ràpidament la formació de complexos no immobilitzats de caràcter biomolecular (proteïna-proteïna, proteïna-pèptid, proteïna-molècula orgànica o proteïna-àcid nucleic) en què una proteïna és un dels lligands o partners. És doncs, un mètode de selecció d'alt rendiment (high-troughput) en la proteòmica funcional.
El complex es detecta a través de la disminució o esvaïment de les intensitats dels ions moleculars dels partners directament en comparació amb l'espectre de masses MALDI de la barreja (molècules problema i molècules de control) després de l'addició de la molècula diana —aquella a la qual es volen trobar candidats d'interacció. S'observarà l'aparició d'una nova banda o la desaparició i reducció d'una ja existent. El potencial de l'enfocament s'examina en diversos exemples d'interaccions, tant a nivell qualitatiu com semiquantitatiu.